# Georg Bruchmüller
Georg Bruchmüller (11 de diciembre de 1863 - 26 de enero de 1948), apodado Durchbruchmüller, fue un oficial de artillería alemán que influyó mucho en el desarrollo de las tácticas de artillería modernas. Su apodo Durchbruchmüller es una combinación de la palabra alemana Durchbruch (avance) con su nombre. 

## Primeros años
Bruchmüller nació en Berlín en una familia de clase media. Estudió física en la Universidad de Berlín; cuando se fue en 1883 se convirtió en voluntario de tres años en el Ejército Imperial. Dos años más tarde, fue comisionado en la Fußartillerie (artillería a pie), la división del ejército alemán armada con cañones, obuses y morteros más pesados, diseñada principalmente para la guerra de asedio, que ahora asumía un papel en las operaciones de campo. 
En 1897 y 1898, Bruchmüller sirvió como comandante de la batería en Fußartillerie-Regiment Nr. 3 en Maguncia. A continuación, mandó una batería en el Lehr-Bataillon (Batallón de Demostración) de la Royal Prussian Fußartillerie-Schießschule (Escuela de Tiradores de Artillería a Pie) en Jüterbog desde 1901-1902. Durante este tiempo, trabajó con uno de los instructores en la Fußartillerie-Schießschule, Hauptmann Arthur Bilse, un especialista en artillería pesada. (Bilse, siendo general der Fußartillerie 15, fue asesinado en acción el día de Año Nuevo de 1916, en Les Baraques, Francia). En 1908, Bruchmüller fue promovido a mayor y asignado a escribir el manual táctico para la artillería a pie. En 1913 fue arrojado de su caballo y posteriormente tuvo un ataque de nervios. Fue dado de alta médicamente como teniente coronel, pero con sueldo de mayor.

## Primera Guerra Mundial
Al comienzo de la Primera Guerra Mundial, fue llamado al servicio activo, y pronto se convirtió en comandante de artillería de la 86.ª división del frente oriental. En 1915 luchó en trece acciones, ganando la Primera Clase de la Cruz de Hierro y la Segunda Clase. Los rusos llevaron a cabo la Ofensiva del Lago Naroch del 18 al 30 de marzo de 1916. Para el contraataque, Bruchmüller persuadió al comandante del Décimo Ejército, Generaloberst Hermann von Eichhorn, para centralizar el comando de artillería. Bruchmüller planeaba liderar el ataque de infantería con un bombardeo progresivo, que contribuyó a la victoria alemana, por la que recibió el Pour le Mérite, el mayor premio militar de Alemania, en 1917 (uno de los únicos cuatro altos oficiales de artillería que recibió este honor durante la guerra). 
 Los franceses y británicos utilizaron bombardeos prolongados antes de un ataque de infantería, para tratar de destruir a los defensores, como el bombardeo de siete días que dio comienzo la batalla del Somme, mientras que los alemanes favorecieron bombardeos cortos e intensos, como la apertura de diez horas de la batalla de Verdun. Bruchmüller ideó intrincados planes de tiro controlados centralmente para intensos bombardeos. Sus operaciones enfatizaron el fuego en profundidad a través de las posiciones enemigas, cambiando rápidamente de un objetivo a otro y luego de regreso, lo que requirió un control estricto y detallado de cada arma, para causar la máxima interrupción de los defensores. Cada batería de cada tipo de arma recibió misiones de fuego en un horario. La primera etapa tocó la sede, los enlaces telefónicos, los puestos de comando, las baterías enemigas y las posiciones de infantería. El fuego fue repentino, concentrado e hizo un uso extensivo de las granadas de gas. En la segunda etapa, más armas enfrentaron a las baterías enemigas. Se necesitaron muchos disparos: por ejemplo, 100 proyectiles de obuses de 6 pulgadas (150 mm) se consideraron necesarios para eliminar un pozo de armas. La tercera etapa dirigió el fuego para afectar a los objetivos, algunas baterías continuaron bombardeando posiciones de infantería, mientras que las piezas pesadas atacaron objetivos de largo alcance para cortar refuerzos. La infantería que avanzaba siguió una presa deslizándose cuidadosamente organizada, el Feuerwalze. Para algunos de los contraataques clavedurante la Ofensiva Brusilov de Rusia, dirigió las 76 baterías de artillería del Heeresgruppe von Linsingen. En julio de 1917, comandó 134 baterías durante el contraataque que recuperó Tarnopol de los rusos, después de su pérdida durante la ofensiva Kerensky.
El factor sorpresa era esencial para crear el máximo caos posible, por lo que Bruchmüller adoptó el Método Pulkowski, para bombardeos sin el fuego de registro habitual. La posición de cada arma fue inspeccionada. Conociendo la velocidad del cañón del arma y teniendo en cuenta variables como la temperatura del aire, la velocidad y dirección del viento y el uso de tablas proporcionadas por los matemáticos, fue posible disparar con bastante precisión a los objetivos en los mapas de artillería. Los alemanes ocultaron sus preparaciones de ataque, pero los datos de su objetivo inicial tenían que ser precisos. (Los británicos habían disparado desde el mapa en su asalto a Cambrai el 20 de noviembre de 1917).
Bruchmüller comandó la artillería del 8. ° Ejército (General Oskar von Hutier) durante la Victoria en Riga en septiembre de 1917. El 8. ° Ejército se trasladó al oeste poco después, donde en los primeros meses de 1918, las técnicas de Bruchmüller fueron enseñadas a los artilleros en una escuela especial en Bélgica, antes de la ofensiva alemana de primavera de 1918. A los oficiales de infantería también se les enseñaron sus métodos y se realizaron ejercicios conjuntos de infantería-artillería con munición real, con avances protegidos por el aluvión progresivo. El primer ataque, la Operación Michael, comenzó con un aluvión de 3.5 millones de proyectiles en cinco horas, casi 200 proyectiles por segundo. Desafiando las instrucciones, Bruchmüller eliminó el registro preliminar disparando desde el mapa y luego dirigió la artillería durante el siguiente ataque en la Batalla de Lys en Flandes, donde la artillería aún no había sido entrenada en el método Pulkowski. Las armas fueron registradas por observación durante la primera fase del bombardeo. Bruchmüller recibió las hojas de roble en su Pour le Mérite el 26 de marzo de 1918; uno de los dos únicos comandantes superiores de artillería condecorados de esta manera. Siendo solo un Teniente Coronel y un oficial retirado destituido temporalmente, comandó la artillería en el Heeresgruppe Deutscher Kronprinz en la Tercera Batalla de Aisne y la Segunda Batalla del Marne. La artillería disparó desde el mapa en la oscuridad y la infantería avanzó con la primera luz. Ludendorff lo citó como un ejemplo de "... la influencia decisiva de la personalidad en el curso de los acontecimientos en la guerra ..."

## Posguerra
Bruchmüller no era elegible para la Reichswehr de la posguerra, porque el Tratado de Versalles prohibía la artillería pesada, y fue retirado en 1919 como coronel completo. Escribió varios libros sobre artillería que fueron traducidos al inglés, francés y ruso. En 1939, en el 25 ° aniversario de la Batalla de Tannenberg, fue ascendido a general mayor en la lista de retirados. Bruchmüller murió en Garmisch-Partenkirchen en 1948.